# Mil e um
Mil e um (1001, MI) é um número inteiro. Ele é precedido pelo 1000 e sucedido pelo 1002.

## Propriedades
Possui oito divisores naturais, 1, 7, 11, 13, 77, 91, 143 e 1001, cuja soma resulta em 1344
É composto pelo produto de primos 7 x 11 x 13.